# NEVER GONNA GIVE YOU UP
〈NEVER GONNA GIVE YOU UP〉(네버 고너 기브 유 업)은 2000년 6월 7일에 발매된, 일본의 여성 가수 쿠라키 마이의 4번째 싱글곡이다. 

## 개요
음반 《delicious way》의 3주 전에 발매됐다. 인디즈에서 아날로그반도 발매됐다. 
원래는 전작 〈Secret of my heart〉의 커플링곡으로 수록될 예정이었지만 미디엄 슬로우한 이미지를 타파한다는 이유로 갑작스럽게 싱글화가 결정됐다. 쿠라키로 처음으로 작곡가가 오노 아이카 이외의 싱글곡이다. 
사운드 프로듀스에 더불어, 작곡 · 편곡도 페리 게이어, 미구엘 사 페소아, 마이클 어프릭에 의한 것. 가사는 영어와 일본어가 반반으로 되어있으며, 어느쪽으로도 뜻이 통하게 되어있다. 마이클 어프릭과 번갈아가며 하는 랩 중에서는 전미 데뷔 싱글 〈Baby I Like〉의 이름도 등장한다. PV는 녹음 영상이다. 
하마사키 아유미의 〈SEASONS〉가 동시 발매되며, 발매 당시 매스컴으로부터는 ‘가희대결’로 주목되었다. 결과로는 오리콘 싱글 차트에서 제2위가 되며 근소한 차이로 패배하는 형태가 되었다. 2000년 6월자 FM라디오국 온에어 차트에서는 제1위를 기록. 

## 수록곡
1. NEVER GONNA GIVE YOU UP (4:00)
  - 작사: 쿠라키 마이, 마이클 어프릭, 작곡 · 편곡: 마이클 어프릭, 미구엘 사 페소아, 페리 게이어

원래는 전작의 커플링곡으로 만들어진 곡이며, 싱글화할 예정은 없었다.처음 랩을 선보이고 있다.
2. Trying To Find My Way (3:31)
  - 작사: 쿠라키 마이, 작곡: 오노 아이카, 편곡: Cybersound

전작의 〈This is your life〉와 마찬가지로 가사 카드에 가사가 기제되어있지 않는다.
3. NEVER GONNA GIVE YOU UP (It's On Tonight Remix) (4:59)
  - ME-YA에 의한 리믹스
4. NEVER GONNA GIVE YOU UP (Instrumental)

## 참가 음악가
- 쿠라키 마이: 코러스
- 마이클 어프릭: 키보드, 코러스, 랩
- 페리 게이어: 프로그래밍
- 미구엘 사 페소아: 키보드

## 타이업
- MFTV(중에서 The MUSIC 272) "I'm MUSIC FRANK" 캠페인 송. (#1)

## 수록 음반
- delicious way（#1）
- Wish You The Best（#1）
- ALL MY BEST（#1）